# Klosterruine Ober-Werbe

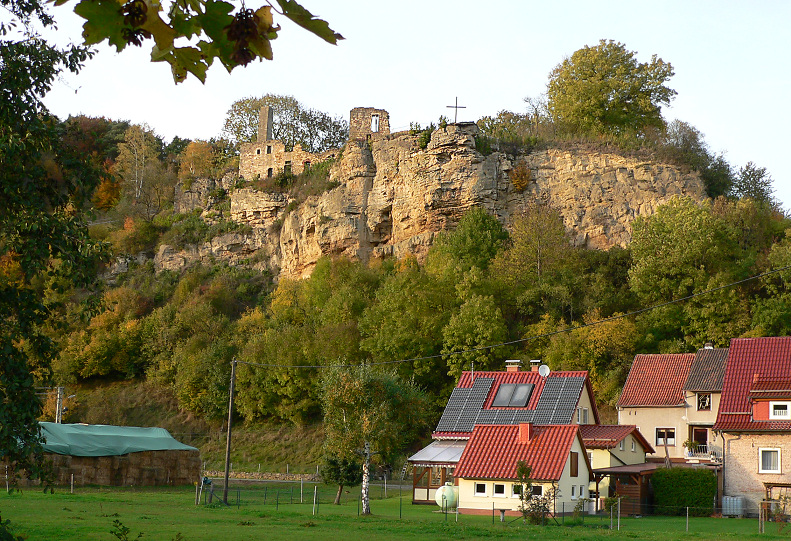
Klosterruine Ober-Werbe

Die Klosterruine Ober-Werbe befindet sich oberhalb des Dorfes Ober-Werbe, einem Ortsteil der Stadt Waldeck. Die Reste des romanischen Bauwerks stehen auf einem Kalkfelsen, in dem Wanderfalken brüten und der einen weiten Ausblick über Dorf und Umgebung bietet. Die Klosterruine gilt als eine der reizvollsten im Waldecker Land.

## Geschichte

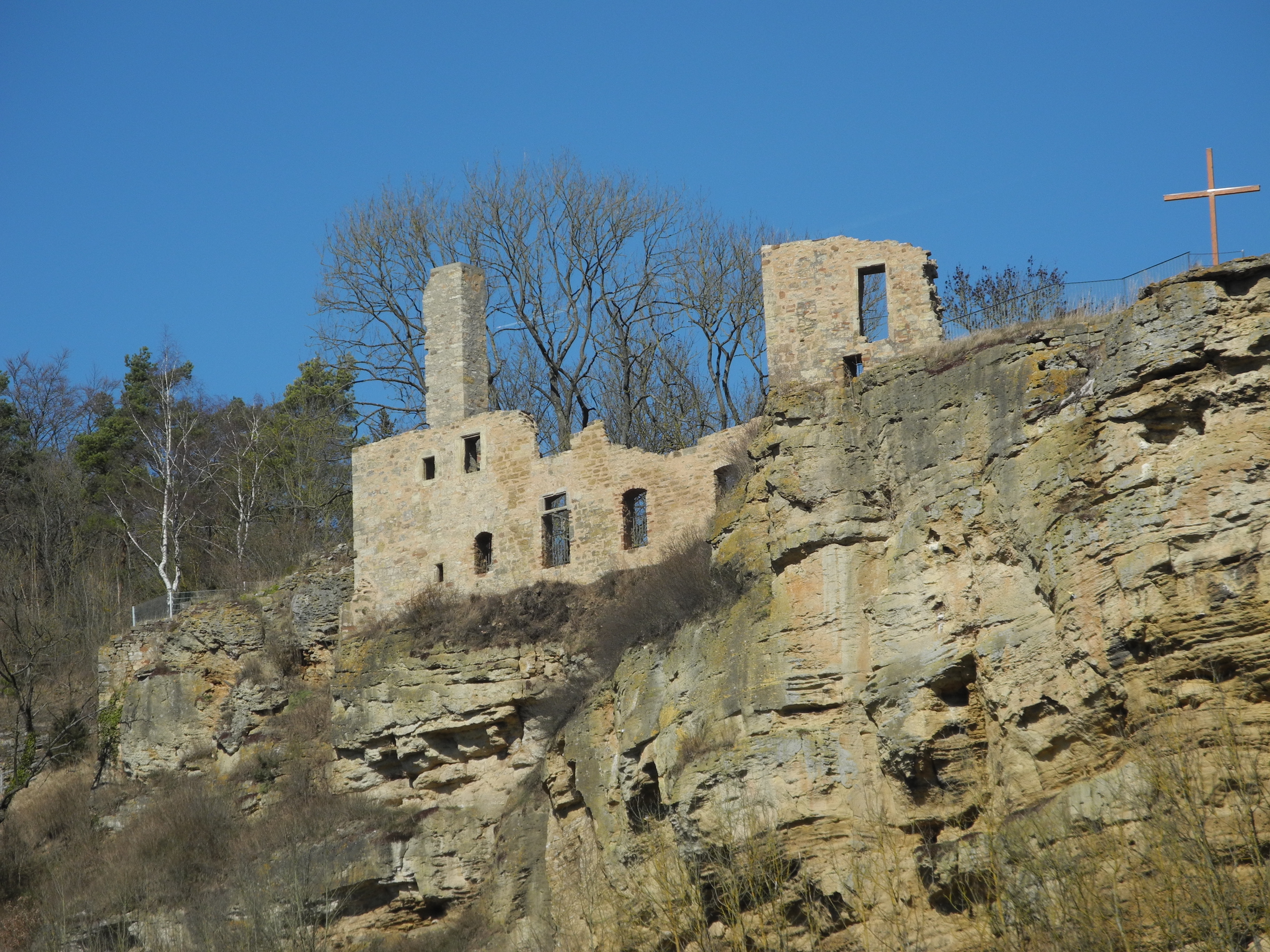
Detail der Klosterruine

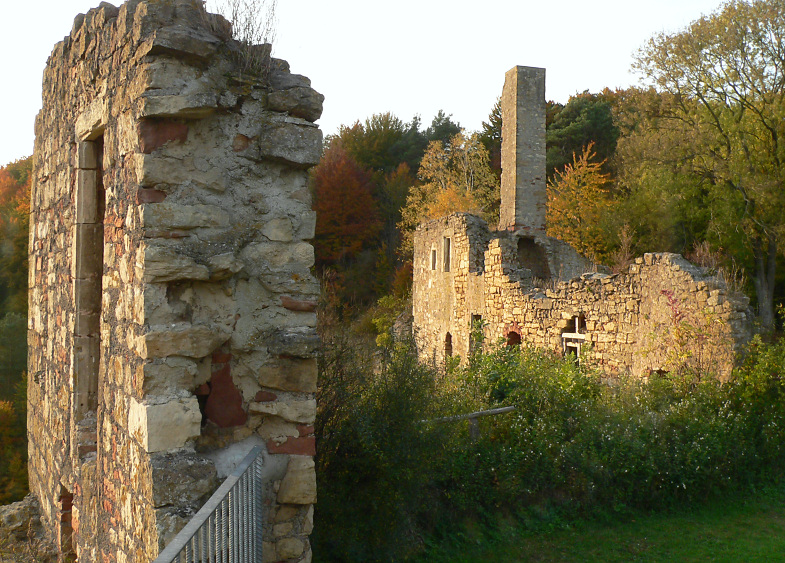
Ruinenreste

Das Kloster Werbe soll bereits 1038 bestanden haben. Die ersten urkundlichen Erwähnungen finden sich jedoch erst in den Jahren 1124/1125, als Papst Honorius II. das der Heiligen Maria und Petrus geweihte Kloster in seinen Schutz nahm. Anfangs war das Kloster ein Benediktiner-Mönchskonvent. 1155 übergab Papst Hadrian IV. Ober-Werbe dem Kloster Corvey. Spätestens ab 1207 war es dann ein Benediktinerinnen-Kloster. 1494 wurden Nonnen aus dem Kloster Vinnenberg bei Warendorf nach Werbe gesandt, um dort die Klosterreform nach den Regeln der Bursfelder Kongregation durchzusetzen.
Nach Einführung der Reformation in der Grafschaft Waldeck 1525/1526 hob Graf Philipp IV. von Waldeck-Wildungen das Kloster 1537 auf, und die Insassen wurden abgefunden. Die letzte Äbtissin heiratete 1535 den ersten evangelischen Pfarrer in Ober-Werbe, den Prädikanten Kaspar Jäger. Graf Philipp verkaufte die gesamte Anlage, das sogenannte „Haus Werbe“, mit allem Zubehör, Zehnten, Gefällen und Mühlen am 5. Mai 1553 für 3800 Goldgulden und 1200 Joachimsthaler an Wilhelm Wolff von Gudenberg, der dabei auch die Pflicht übernahm, die vier noch ansässigen Klosterpersonen zu verpflegen und die Pfarre zu besetzen. Als Wilhelm Wolff von Gudenberg jedoch schon wenige Monate später verstarb, verpfändete seine Witwe Margarete am 29. September 1553 das Haus Werbe an Samuel von Waldeck, Sohn des Grafen Philipp IV. Im Jahr 1564 erwarb der landgräflich-hessische Rat Simon Bing pfandweise das Haus Werbe mit allem Zubehör. Fünf Jahre später, am 1. Mai 1569, trat er es nach Einlösung des Pfands wieder an Graf Philipp IV. von Waldeck-Wildungen ab. Seine Enkelin Margarete, Tochter Samuels von Waldeck, stürzte 1575 von dem schroffen Felsen in den Tod. Von 1578 an war das ehemalige Kloster eine gräfliche Meierei, die 1640 ins Tal verlegt wurde.
Nach dem Dreißigjährigen Krieg begann ein allmählicher Verfall, und die meisten Klostergebäude wurden schließlich abgerissen oder als Baumaterial für neue Bauten im Dorf genutzt.

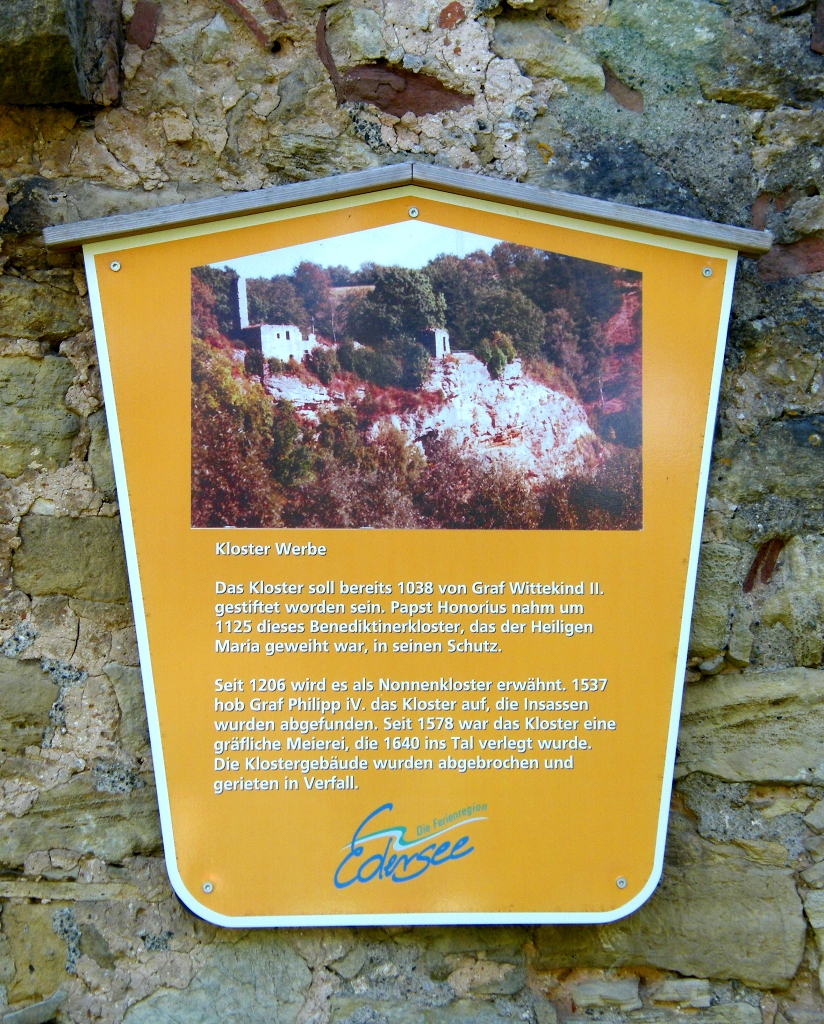
Hinweistafel Klosterruine
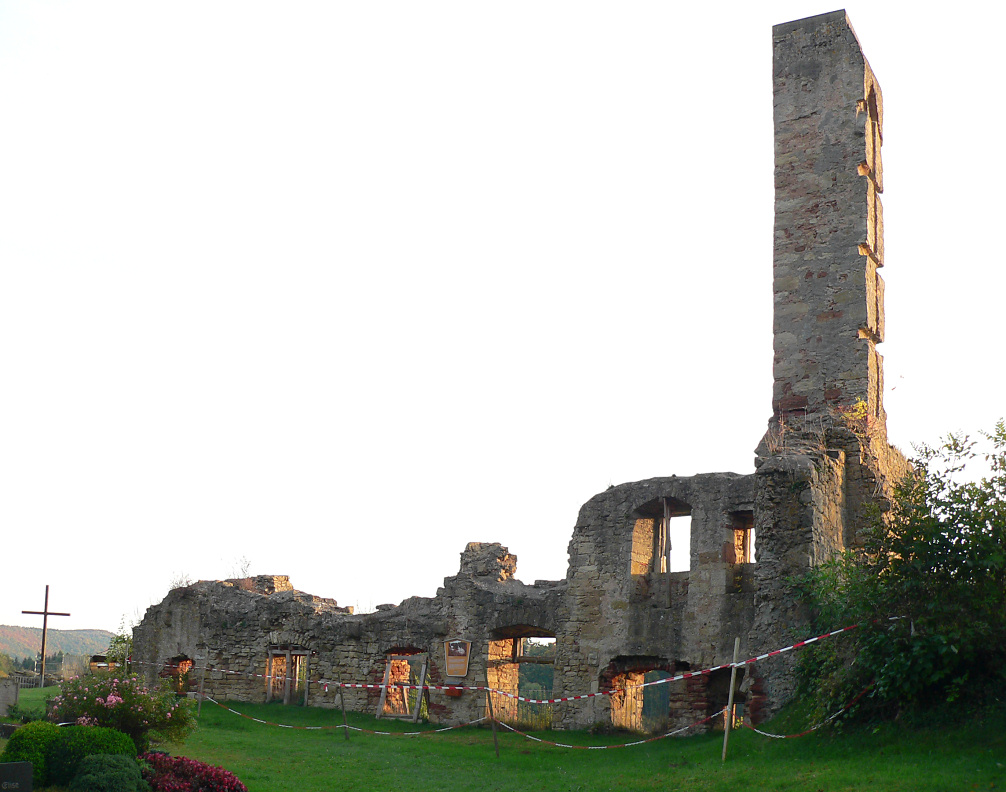
Fassade und Kamin
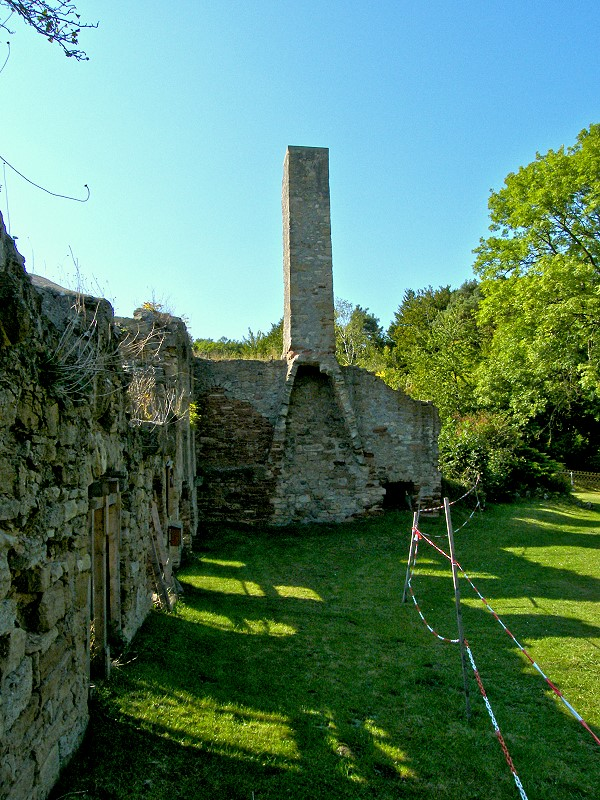
Kamin der Ruine

## Die Kirche

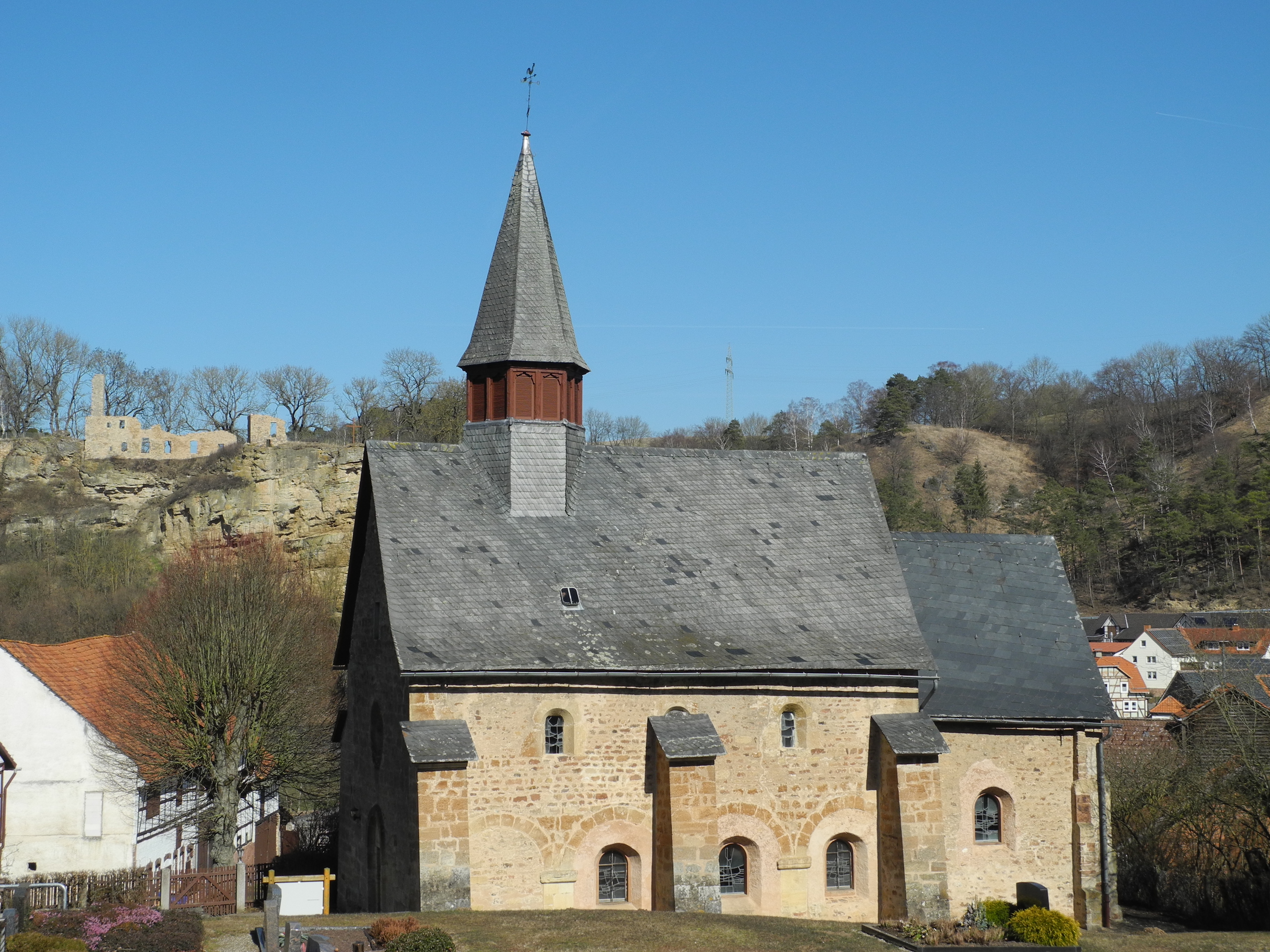
Ehemalige Klosterkirche; links im Hintergrund die Klosterruine

Die Kirche im Tal stellt den Ursprung des Klosters auf dem Felsen über dem Ort dar. Erst zu einem späteren Zeitpunkt zog das Kloster auf den Felsen, den Langen Stein. Vermutlich aber nicht ganz, was eine räumliche Trennung der Einrichtung verursachte, denn die Kirche im Tal blieb Klosterkirche. Diese Verlegung des Klosters ist einmalig im Waldecker Land. Warum dies geschah, ist unklar. Gründe für den Umzug des Klosters könnten der instabile Untergrund der Kirche im Tal oder die Tatsache gewesen sein, dass sich die Lage auf dem Hügel besser zur Verteidigung eignete.